# Palpelius discedens
Palpelius discedens är en spindelart som beskrevs av Kulczynski 1910. Palpelius discedens ingår i släktet Palpelius och familjen hoppspindlar. Inga underarter finns listade i Catalogue of Life.